# Hociungi
Hociungi – wieś w Rumunii, w okręgu Neamț, w gminie Moldoveni. W 2011 roku liczyła 924 mieszkańców.